# Hulugundi, Belur
Hulugundi là một làng thuộc tehsil Belur, huyện Hassan, bang Karnataka, Ấn Độ.